# Nižnjaja
La Nižnjaja (in russo Нижняя?) è un fiume della Siberia Orientale, affluente di destra della Chatanga. Scorre nel Tajmyrskij rajon del Territorio di Krasnojarsk, in Russia.
Il fiume ha origine dalla confluenza dei fiumi Kurnaaskylyyr e Tanaralaach e scorre dapprima in direzione settentrionale, poi mediamente nord-occidentale. Ha una lunghezza di 156 km; l'area del suo bacino è di 4 840 km². Sfocia nella Chatanga a 130 km dalla foce. Il suo maggior affluente è il Dal'din (lungo 125 km). Non ci sono insediamenti lungo il corso del fiume.